# Alba (hạt)
Alba (/'al.ba/; tiếng Hungari: Fehér) là một hạt của România, ở Transilvania, với thủ phủ tại Alba Iulia (dân số: 72.405).

## Nhân khẩu
Năm 2002, hạt này có dân số 382.747 người với mật độ dân số là 61 người/km².
- Người Romania - hơn 90%[1]
- Người Hungari - 5,4%
- Người Digan - 3,7%
- Người Đức - ít hơn 0,3%

| Năm  | Dân số của hạt |
| ---- | -------------- |
| 1948 | 361.062        |
| 1956 | 370.800        |
| 1966 | 382.786        |
| 1977 | 409.634        |
| 1992 | 413.919        |
| 2002 | 382.747        |

## Địa lý
Hạt này có diện tích 6.242 km², vùng núi chiếm 59% diện tích.
Vùng tây bắc là dãy núi Apuseni, vùng phía nam là rìa đông bắc của dãy núi Parâng- dãy núi Șureanu và dãy núi Cindrel. Về phía đông là cao nguyên Transilvania với các thung lũng sâu và rộng.
Các sông chính là sông Mureș và các chi lưu, sông Târnava, sông Sebeș và Arieș.

## Các đơn vị giáp ranh
- Bihor về phía tây.
- Mureș và Bistrița-Năsăud về phía đông.
- Sălaj và Maramureș về phía bắc.
- Sibiu và Mureș về phía đông.
- Bihor và Arad về phía tây.
- Cluj về phía bắc.
- Hunedoara về phía tây nam.

## Kinh tế
Các ngành chính là:
- Công nghiệp thực phẩm.
- Ngành dệt.
- Ngành gỗ.
- Thiết bị cơ khí.
- Ngành vật liệu đóng gói và giấy.
- Ngành hóa chất.

## Các địa điểm du lịch
Các điểm thu hút khách chính:
- Thành phố Alba Iulia.
- Dãy núi Apuseni.
  - Quần thể carxtơ Scărișoara.
- Lâu đài Câlnic và lâu đài Gârbova.
- Thị xã và các nhà thờ Sebeș và Aiud.
- Khu nghỉ mát Ocna Mureș.
- Ţara Moților.

## Nhân vật
- Lucian Blaga

## Phân chia đơn vị hành chính
Hạt này có 4 đô thị, 7 thị xã và 67 xã.

### Các đô thị
- Alba Iulia
- Aiud
- Blaj
- Sebeș

### Thị xã
- Abrud
- Baia de Arieș
- Câmpeni
- Cugir
- Ocna Mureș
- Teiuș
- Zlatna

### Các xã
| - Albac - Almașu Mare - Arieșeni - Avram Iancu - Berghin - Bistra - Blandiana - Bucerdea Grânoasă - Bucium - Câlnic, Alba - Cenade - Cergău - Ceru-Băcăinți - Cetatea de Baltă - Ciugud - Ciuruleasa - Crăciunelu de Jos - Cricău | - Cut - Daia Româna - Doștat - Fărău - Galda de Jos - Gârbova - Gârda de Sus - Gura Ariesului - Hopârta - Horea - Ighiu - Întregalde - Jidvei - Livezile - Lopadea Nouă - Lunca Mureșului - Lupșa | - Meteș - Mihalț - Mirăslău - Mogoș - Noșlac - Ocoliș - Ohaba - Pianu - Poiana Vadului - Ponor - Poșaga - Rădești - Râmeț - Rimetea - Roșia de Secaș - Roșia Montană - Sălciua | - Săliștea - Sâncel - Sântimbru - Săsciori - Scărișoara - Șibot - Sohodol - Șona - Șpring - Stremț - Șugag - Unirea - Vadu Moților - Valea Lungă - Vidra - Vințu de Jos |